# Rhodolaimus stoeckherti
Rhodolaimus stoeckherti är en rundmaskart. Rhodolaimus stoeckherti ingår i släktet Rhodolaimus och familjen Bunonematidae. Inga underarter finns listade i Catalogue of Life.